# Supercopa de España de Fútbol 1989
Hasta la edición de 1996 si un equipo lograba los títulos de Liga y Copa, directamente se adjudicaba la Supercopa. Desde esa fecha si un equipo hace doblete el título de la Supercopa lo disputa frente al subcampeón de copa. Por tanto, el Real Madrid, al ganar la Liga 1988/89 y también la Copa del Rey de 1988-89, se convirtió en el segundo equipo en ganar la Supercopa sin necesidad de disputar el torneo.
| Campeón Supercopa de España 1989 |
| -------------------------------- |
| Real Madrid Segundo Título       |

| Predecesor: Supercopa de España 1988 | Supercopa de España 1989 | Sucesor: Supercopa de España 1990 |

- Datos: Q6135817